# Aitaira
Aitaira (en abkhaze : Аиҭаира litt. Renaissance) est un parti politique abkhaze. Il est co-dirigé par l'ancien premier ministre Leonid Lakerbaia.

## Historique
Aitaira est à l'origine un mouvement socio-politique opposé au gouvernement du président Ardzinba, fondé vers 2001 et coprésidé par l'ancien ministre des Affaires étrangères Leonid Lakerbaia. Il soutient Alexandre Ankvab lors de l'élection présidentielle de 2004, mais après son exclusion de la course par la Commission électorale centrale, Aitaira se joint à l'Abkhazie unie et à Amtsakhara pour soutenir Sergueï Bagapch. Après la crise qui suivi les élections, Bagapsh devient président de l'Abkhazie lors de l'élection anticipé de 2005, Ankvab a été nommé Premier ministre et vice-Premier ministre du gouvernement de Lakerbaia.
Ankvab est élu président en 2011, à la suite de la mort de Bagapsh, et nomme Lakerbaia Premier ministre. Tous deux sont contraints de quitter leurs fonctions lors de la révolution de mai 2014, à la suite de l'élection de Raul Khajimba en tant que président, que Bagapsh avait vaincu en 2004.
Le 27 juillet 2016, Lakerbaia relance Aitaira en tant qu'association publique, en opposition au gouvernement du président Khajimba. Il en devient le co-président avec le député de l'Assemblée du peuple Akhra Kvekveskiri,. Le 6 décembre, Aitaira, avec Kyarazaa, signe un accord de coopération avec le Bloc des forces d'opposition.